# Daiku no hatō
Daiku no hatō (第九の波濤? lett. "La nona onda") è un manga shōnen scritto e disegnato da Michiteru Kusaba. L'opera è pubblicata sul Weekly Shōnen Sunday di Shōgakukan da aprile 2017.

## Manga
Il manga, scritto e disegnato da Michiteru Kusaba, inizia la serializzazione sul Weekly Shōnen Sunday di Shōgakukan il 17 aprile 2017. La serie viene raccolta in volumi tankōbon a partire dal settembre 2017; a dicembre 2022 ne sono stati pubblicati 20.

### Volumi
| Nº | Data di prima pubblicazione | Data di prima pubblicazione | Data di prima pubblicazione |
| Nº | Giapponese                  | Giapponese                  |                             |
| -- | --------------------------- | --------------------------- | --------------------------- |
| 1  | 15 settembre 2017           | ISBN 978-4-09-127691-9      |                             |
| 2  | 15 settembre 2017           | ISBN 978-4-09-127692-6      |                             |
| 3  | 18 dicembre 2017            | ISBN 978-4-09-127879-1      |                             |
| 4  | 16 marzo 2018               | ISBN 978-4-09-128096-1      |                             |
| 5  | 18 luglio 2018              | ISBN 978-4-09-128339-9      |                             |
| 6  | 16 novembre 2018            | ISBN 978-4-09-128570-6      |                             |
| 7  | 18 marzo 2019               | ISBN 978-4-09-128810-3      |                             |
| 8  | 18 luglio 2019              | ISBN 978-4-09-129309-1      |                             |
| 9  | 18 novembre 2019            | ISBN 978-4-09-129442-5      |                             |
| 10 | 18 febbraio 2020            | ISBN 978-4-09-129557-6      |                             |
| 11 | 18 giugno 2020              | ISBN 978-4-09-850074-1      |                             |
| 12 | 18 settembre 2020           | ISBN 978-4-09-850173-1      |                             |
| 13 | 18 dicembre 2020            | ISBN 978-4-09-850288-2      |                             |
| 14 | 17 marzo 2021               | ISBN 978-4-09-850397-1      |                             |